# サッカーコーンウォール代表
サッカーコーンウォール代表（サッカーコーンウォールだいひょう、英語: Cornwall official football team）は、イングランド南西端のコーンウォール半島にあるコーンウォールのサッカー選抜チームである。コーンウォール代表は、FIFA及び、UEFAに加盟していないため、ワールドカップ、UEFA欧州選手権に参加できない。
1889年にコーンウォールサッカー協会が設立され、コーンウォール・シニアカップを主催してきた。1953年になって選抜チームを結成。トリニダード・トバゴと3試合の親善試合を行った。1998年よりジャージー島やガーンジー島と親善試合を行っている。